# Alchemilla heteropoda
Alchemilla heteropoda é uma espécie de rosácea do gênero Alchemilla, pertencente à família Rosaceae.